# IC 5213
IC 5213 је спирална галаксија у сазвјежђу Тукан која се налази на листи објеката дубоког неба у Индекс каталогу.
Деклинација објекта је - 60° 28' 34" а ректасцензија 22h 25m 4,9s. Привидна величина (магнитуда) објекта IC 5213 износи 15,0 а фотографска магнитуда 15,8. IC 5213 је још познат и под ознакама ESO 146-23, PGC 68809.